# Tlaxcaltecas

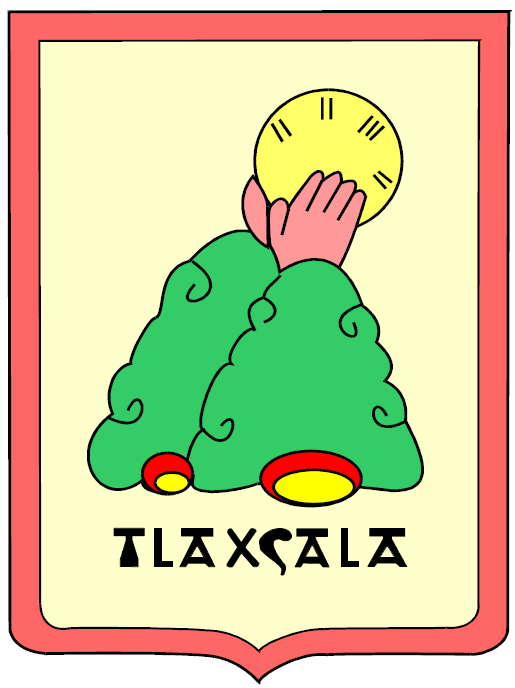
Escudo de Tlaxcala.

Os tlaxcaltecas eram um povo indígena, de etnia Nahua que habitava o reino de Tlaxcala situado no actual estado de Tlaxcala, México. Tlaxcala significa o lugar das tortilhas.
Os tlaxcaltecas nunca foram conquistados pelos astecas. Na realidade, os astecas permitiam-lhes manter a sua independência de modo a poderem participar com eles em guerras rituais (as guerras floridas, cujo objectivo era a captura de prisioneiros que eram depois sacrificados). Com a chegada dos espanhóis ao México tornaram-se aliados destes, tendo desempenhado um papel fundamental na invasão da capital do império asteca, Tenochtitlan, ao ajudarem os espanhóis a chegarem ao vale de Anáhuac e ao fornecerem um contingente à força de invasão. 
Devido à sua aliança com a coroa espanhola durante a conquista do México, os tlaxcaltecas desfrutaram de alguns privilégios que os distinguiam dos outros povos indígenas, incluindo o direito ao porte de armas de fogo, ao uso de cavalos, a títulos nobiliárquicos e à governação autónoma dos seus povoados.
Foram ainda muito importantes no estabelecimento de vários assentamentos no norte do México, onde os espanhóis não conseguiam dominar as tribos locais. Assim, foram levados para áreas habitadas por tribos belicosas e nómadas (conhecidas globalmente como chichimecas), para servirem de exemplo aos grupos indígenas locais, como grupo sedentário de súbditos modelo da coroa espanhola, bem como para trabalhar nas minas e haciendas.
As colónias tlaxcaltecas na região chichimeca incluíam povoamentos nos actuais estados mexicanos de San Luis Potosí, Zacatecas, Durango, Coahuila e Nuevo León.